# 物語 (阿呆鳥の曲)
「物語」（ものがたり）は、1979年と1981年にリリースされた阿呆鳥のデビュー・シングル。

## インディーズ盤
1979年リリースのデビュー・シングル。キングレコードの委託製作による自主制作。

### 収録曲
1. 物語
  - 作詞：菊池章夫／作曲：北郷勇一／編曲：矢野立美
2. 人生は……
  - 作詞：菊池章夫／作曲：北郷勇一／編曲：瀬尾一三

## メジャー盤
1981年8月21日にNEWSレコード（Eastレーベル）よりリリース。メジャーデビュー・シングルであり、NEWSレコード所属後初のシングルである。
オリコンチャートで最高38位、8.4万枚のセールスながら、100位以内に18週ランクインするヒットとなった。

### 収録曲
1. 物語（4分08秒）
  - 作詞：菊池章夫／作曲：北郷勇一／編曲：矢野立美
2. 二人道（3分22秒）
  - 作詞：菊池章夫／作曲：北郷勇一／編曲：矢野立美